# Phước Thạnh, Củ Chi
Phước Thạnh là một xã thuộc huyện Củ Chi, Thành phố Hồ Chí Minh, Việt Nam.
Xã Phước Thạnh có diện tích 15,07 km², dân số năm 2021 là 18.948 người,  mật độ dân số đạt 1.257 người/km².